# 松嶌杏実
松嶌 杏実（まつしま あみ、11月8日 - ）は、日本の女性声優。福井県出身。青二プロダクション所属。

## 略歴
声優になろうと思ったきっかけの作品は『千と千尋の神隠し』の湯婆婆。
青二塾大阪校34期出身。

## 人物
趣味にはカフェ巡りとコスメ収集、特技には歌唱をそれぞれ挙げている。資格・免許は普通自動車免許（AT限定）。方言は敦賀弁。

## 出演
太字はメインキャラクター。

### テレビアニメ
2019年
- RobiHachi（耳かきお姉さん）
- ライフル・イズ・ビューティフル（車掌）
- ゲゲゲの鬼太郎（第6作）（おばさん）

2020年
- はてな☆イリュージョン（女子生徒B）
- かくしごと（看護士B、児童A、女の子B）
- ジビエート（キャスター、女、保護者）
- キングスレイド 意志を継ぐものたち（森）
- トニカクカワイイ（着物店員）
- ドラえもん（テレビ朝日版第2期）（2020年 - 2021年、アイドル、しずかの先生、女性）

2021年
- ONE PIECE（町民、女中）
- ちびまる子ちゃん（2021年 - 2024年、アナウンス、みち子、女子高生B、売り子④）
- フルーツバスケット（母親）
- デジモンゴーストゲーム（2021年 - 2022年、美容師、ニュースキャスター、OL、ユキダルマモン、菅原美咲 他）
- テスラノート（登山客2、少年隆之助）

2022年
- オンエアできない!（カップル女、モブ女A、女AD_A、ガヤ女子A、葉月 他）
- ラブオールプレー（篠崎結衣）
- RPG不動産（魔力徴収係）

2023年
- ドラゴンボールZ カカロット
- 逃走中 グレートミッション（2023年 - 2025年、瀧アンナ、アナウンス、吸血美女、ガンマン、ソフィ 他）
- 婚約破棄された令嬢を拾った俺が、イケナイことを教え込む（アレン〈少年〉、女店主）

2024年
- 愚かな天使は悪魔と踊る（部下悪魔）
- 異世界でもふもふなでなでするためにがんばってます。（セイラ）
- キン肉マン 完璧超人始祖編（少年）
- 最凶の支援職【話術士】である俺は世界最強クランを従える（コウガ母）

2025年
- 名探偵コナン（女性客）
- 青春ブタ野郎はサンタクロースの夢を見ない（里奈）

### 劇場アニメ
- ドラゴンクエスト ユア・ストーリー（2019年、村人）
- 劇場編集版 かくしごと -ひめごとはなんですか-（2021年）

### OVA
- フルーツバスケット -prelude-（2022年、女性）

### Webアニメ
- FASTENING DAYS 4（2019年、サムヘン母親[10]）
- バキ（2020年、観客）
- 賭ケグルイ双（2022年、生徒たち）

### ゲーム
- ペルソナ5 ザ・ロイヤル（2019年）
- かくりよの門-朧-（2019年、あめのうずめ[11]）
- おねがい、俺を現実に戻さないで! シンフォニアステージ（2020年、ニーナ ミスティリオン[12]）
- 龍が如く7外伝 名を消した男（2023年）
- ペルソナ3 リロード（2024年）
- ゼノブレイドクロス ディフィニティブエディション（2025年、イリーナ[13]）
- 真・三國無双 ORIGINS（2025年、朱和[14]）

### ラジオドラマ
- 青山二丁目劇場 地球最後の進路相談（千尋）

### 吹き替え

#### 映画
- ボトムス 〜最底で最強？な私たち〜（2023年、シルビー〈サマー・ジョイ・キャンベル〉）
- ダムゼル/運命を拓きし者（2024年、ヴィクトリア〈ニコール・ジョゼフ〉）
- アイアンクロー（2024年、パム〈リリー・ジェームズ〉[15]）

#### テレビドラマ
- ダーティ・ジョン ー秘密と嘘ー（2018年、ジョナ、メーガン）
- ダーティ・ジョン -秘密と嘘-（英語版）（2019年、ジョナ、メーガン）
- レイジング・ディオン（2019年）
- セナ(ヴィヴィアーニ<カミラ・マルディラ>)
- ゾーイの超イケてるプレイリスト（2021年、オータム〈ステファニー・スタイルズ〉）
- DEVILS～金融の悪魔～（2022年、ケイト、アミーナ）
- ハズビン・ホテルへようこそ（2024年、ニフティ）
- ザ・エージェンシー（2025年、ポピー・カニンガム〈インディア・ファウラー〉）

#### アニメ
- ふしぎの国 アンフィビア（2020年、マディ・フラワー〈ジル・バートレット〉）

### デジタルコミック
- 竜騎士のお気に入り（2023年、メリッサ母、侍女長 他[16]）
- 転生しても嫌われ王子だったので関係修復頑張ります。（2023年、侍女、孤児院の女性1、セオドアの母、貴族の女性2、ドリアナ[17]）
- 空っぽ聖女として捨てられたはずが、嫁ぎ先の皇帝陛下に溺愛されています（2024年、シルヴィア[18]）
- こいしか！〜恋はしかく？〜（2024年、野中れん 他[19]）

### ラジオ
- 敦賀FM放送 マイペースレイディオ（パーソナリティ）

### ナレーション
- 乃木坂工事中（テレビ東京、メンバーの心の声）
- 世界陸上 THE BEST 北京2015（TBS）
- グッとラック!水曜コーナー（TBS）
- eスポLOVE（THK、ナレーション）
- 武田真一の筋肉通販クエスト〜選ばれしモノたち〜（BS日テレ、ナレーション）
- 大久保&黒沢全部食べちゃうぞ!（テレビ東京、ナレーション）
- SASUKE2019大晦日（TBS）
- キッズステーションパーク（キッズステーション）
- 東京VICTORY（TBS、PRナレーション）
- 猫がいない人生なんて!No Cat No Life
- バナナサンド（TBS、PRナレーション）
- 有吉%〜半分とれるかな?〜（フジテレビ、ナレーション）
- 関ジャニ∞クロニクルF（フジテレビ、コーナーナレーション）
- 林修の今でょ!講座（テレビ朝日、キャラナレーション）
- リゾートトラストレディス特別編 〜黄金世代たちの激闘〜（テレビ朝日、ナレーション）
- 水上の挑戦者SP（2020年12月20日、TBS）
- ゼロイチ（日本テレビ、ナレーション）
- 22/7 計算中（#38 2022年12月17日、ナレーション）[20]
- 18H物語 〜18History〜（2024年1月2日 - 、BSJapanext）

### ボイスオーバー
- あいのり：Asian Journey
- アメージパング!
- 有田哲平と高嶋ちさ子の人生イロイロ超会議
- 1周回って知らない話
- がっちりマンデー!!
- 消えた天才
- クローズアップ現代+
- 驚キュレーション!!イイコト聞いたん だけど…聞く?
- サタデーネクスト 東京恋愛大学 〜神返事?クズ返事?携帯覗き見一斉テスト!〜
- 衝撃のアノ人に会ってみた!
- 世界一受けたい授業
- 世界が驚いたニッポン! スゴ〜イデスネ!!視察団
- 世界の何だコレ!?ミステリー
- 世界の年収12がつ1
- 世界の果てまでイッテQ!
- その他の人に会ってみた
- 直撃!シンソウ坂上
- 7つの海を楽しもう!世界さまぁ〜リゾート
- ニュースウオッチ9
- 爆報! THE フライデー
- マサカの映像グランプリ
- 訳あり人の駆け込み寺〜明日は我が身〜

### その他コンテンツ
- プロサッカークラブをつくろう!ロード・トゥ・ワールド 全国サカつく秘書オーディション 秘書リーグ（北信越エリア代表[21]）
- 敦賀赤レンガ・ノスタルジオラマ 展示映像 「敦賀のある一日」（ハナ）
- Project:;COLD（星野理也[22]）

## ディスコグラフィ

### キャラクターソング
| 発売日         | 商品名                                                                    | 歌                                                                       | 楽曲                         | 備考                                                                  |
| -------------- | ------------------------------------------------------------------------- | ------------------------------------------------------------------------ | ---------------------------- | --------------------------------------------------------------------- |
| 2020年12月23日 | おねがい、俺を現実に戻さないで！ シンフォニアステージ VOCAL COLLECTION 01 | ファミーリア                                                             | 「上空リヴァーバレイション」 | ゲーム『おねがい、俺を現実に戻さないで！ シンフォニアステージ』関連曲 |
| 2020年12月23日 | おねがい、俺を現実に戻さないで！ シンフォニアステージ VOCAL COLLECTION 01 | ディアマンテリーンウェイブ（薄井友里）、ニーナミスティリオン（松嶌杏実） | 「White berry Xmas」         | ゲーム『おねがい、俺を現実に戻さないで！ シンフォニアステージ』関連曲 |

### ユニットメンバー
1. ↑  アユカワユウ（内山悠里菜）、リンドリットパフブリンガー（根本京里）、ウルルーオースピア（菅沼千紗）、メルブレイドビターミスト（風間万裕子）、ラルムスクルシェッロ（久住琳）、カレッカマリブラ（ほなみ）、ノア オリヴェリア（関口理咲）、ラニ（森山由梨佳）、ジュシ― ハイレン（川上ひろみ）、ディアマンテ リーンウェイブ（薄井友里）、ロッティドランギア（社本悠）、ニーナミスティリオン（松嶌杏実）、ラーラジュヌヴィエーヴル ファインスター三世（山根綺）、シホ（白砂沙帆）、ヤオリェンロオ（松下真緒）